# トキワハゼ
トキワハゼ（常磐爆、Mazus pumilus）はハエドクソウ科の一年草。和名は、葉が常にほぼ一年中あって（常葉）、さらに果実がはぜる様子に由来する。

## 特徴
・日本各地の畑や道端に分布する。花期は長く、初春-晩秋。 
・根本にさじ型の葉を数枚つける。花を咲かせるときは茎を伸ばす。
・花は筒状で、下側が前に平たく伸びた唇型花である。上唇は浅く２裂する。筒の部分はうすい紫色で、舌状部は白っぽく先端が３裂し、その中央の黄褐色の部分に毛は生えない。
雄蕊の先は大きく2裂し、触ると閉じる。
・匍匐茎を持たない。
・果実ははじけて飛ぶ。

## 近縁種
本種と似た同属植物に多年生のムラサキサギゴケがある。本種よりやや大型で匍匐枝を伸ばす。